# Памятник Георгу Шолти
Памятник Георгу Шолти (англ. Sir Georg Solti Bust) — бронзовый бюст, установленный в Чикаго штат Иллинойс, США в честь сэра Георга Шолти, всемирно известного дирижёра, являвшегося более 20 лет музыкальным руководителем и главным дирижёром Чикагского симфонического оркестра (1969—1991) и тридцатидвухкратным лауреатом премии «Грэмми».
Автор английский скульптор Элизабет Фринк. Впервые был показан в Королевском оперном театре в Лондоне. Открыт 10 октября 1987 года в ознаменование семидесятипятилетия дирижёра в саду перед консерваторией Линкольн-парка. В октябре 2006 года бюст был перенесен южнее — ближе к Оркестровому залу, в сквер имени сэра Георга Шолти в Грант-парке. Статуя олицетворяет «Дух музыки». На постаменте из чёрного гранита установлен бронзовый бюст Шолти, надпись «Sir Georg Solti».